# Eupithecia nagaii
Eupithecia nagaii är en fjärilsart som beskrevs av Inoue 1963. Eupithecia nagaii ingår i släktet Eupithecia och familjen mätare. Inga underarter finns listade i Catalogue of Life.